# Liste der Bodendenkmäler in Seefeld (Oberbayern)
Auf dieser Seite sind die Bodendenkmäler in der oberbayerischen Gemeinde Seefeld zusammengestellt. Diese Tabelle ist eine Teilliste der Liste der Bodendenkmäler in Bayern. Grundlage ist die Bayerische Denkmalliste, die auf Basis des Bayerischen Denkmalschutzgesetzes vom 1. Oktober 1973 erstmals erstellt wurde und seither durch das Bayerische Landesamt für Denkmalpflege geführt wird. Die folgenden Angaben ersetzen nicht die rechtsverbindliche Auskunft der Denkmalschutzbehörde.

## Bodendenkmäler in Seefeld
| Lage               | Objekt | Akten-Nr.     | Bild |
| ------------------ | --- | ------------- | ---- |
| Seefeld (Standort) | Reihengräberfeld mit Kreisgraben der jüngeren Merowingerzeit. | D-1-7933-0258 |      |
| (Standort)         | Körpergräber des frühen Mittelalters. | D-1-7933-0026 |      |
| (Standort)         | Körpergräber der späten römischen Kaiserzeit. | D-1-7933-0029 |      |
| (Standort)         | Siedlung der späten römischen Kaiserzeit. | D-1-7933-0032 |      |
| (Standort)         | Siedlung der römischen Kaiserzeit. | D-1-7933-0033 |      |
| (Standort)         | Körpergräber vor- und frühgeschichtlicher Zeitstellung. | D-1-7933-0036 |      |
| (Standort)         | Körpergräber des frühen Mittelalters. | D-1-7933-0037 |      |
| (Standort)         | Siedlung vor- und frühgeschichtlicher Zeitstellung. | D-1-7933-0039 |      |
| (Standort)         | Verebnete Grabhügel vorgeschichtlicher Zeitstellung. | D-1-7933-0041 |      |
| (Standort)         | Grabhügel vorgeschichtlicher Zeitstellung. | D-1-7933-0042 |      |
| (Standort)         | Teilweise verebnete Grabhügel vorgeschichtlicher Zeitstellung. | D-1-7933-0043 |      |
| (Standort)         | Grabhügel vorgeschichtlicher Zeitstellung. | D-1-7933-0044 |      |
| (Standort)         | Grabhügel vorgeschichtlicher Zeitstellung. | D-1-7933-0045 |      |
| (Standort)         | Grabhügel vorgeschichtlicher Zeitstellung. | D-1-7933-0080 |      |
| (Standort)         | Reihengräberfeld des frühen Mittelalters. | D-1-7933-0116 |      |
| (Standort)         | Körpergräber oder Siedlung vor- und frühgeschichtlicher Zeitstellung. | D-1-7933-0117 |      |
| (Standort)         | Siedlung mit Grabenwerk vor- und frühgeschichtlicher Zeitstellung. | D-1-7933-0120 |      |
| (Standort)         | Grabhügel vorgeschichtlicher Zeitstellung. | D-1-7933-0150 |      |
| (Standort)         | Burgstall und abgegangenes Hofmarkschloss des Mittelalters und der frühen Neuzeit („Schloss Delling“) mit Wirtschaftshof und barocker Gartenanlage.                                                 | D-1-7933-0156 |      |
| (Standort)         | Grabhügel vorgeschichtlicher Zeitstellung. | D-1-7933-0169 |      |
| (Standort)         | Untertägige mittelalterliche und frühneuzeitliche Befunde im Bereich von Schloss Seefeld und seiner Vorgängerbauten mit zugehörigem Wirtschaftshof, abgegangenen Mühlen und barocken Gartenanlagen. | D-1-7933-0170 |      |
| (Standort)         | Viereckschanze der späten Latènezeit. | D-1-7933-0217 |      |
| (Standort)         | Untertägige mittelalterliche und frühneuzeitliche Befunde im Bereich der Kath. Pfarrkirche St. Peter in Oberalting und ihrer Vorgängerbauten mit angeschlossenem spätmittelalterlichem Spital.      | D-1-7933-0223 |      |
| (Standort)         | Untertägige mittelalterliche und frühneuzeitliche Befunde im Bereich der Kath. Pfarrkirche St. Michael in Hechendorf a.Pilsensee.                                                                   | D-1-7933-0224 |      |
| (Standort)         | Untertägige mittelalterliche und frühneuzeitliche Befunde im Bereich der Kath. Pfarrkirche St. Mariä Himmelfahrt in Drößling und ihres Vorgängerbaus.                                               | D-1-7933-0225 |      |
| (Standort)         | Untertägige mittelalterliche und frühneuzeitliche Befunde im Bereich der Kath. Filialkirche St. Martin in Unering.                                                                                  | D-1-7933-0226 |      |
| (Standort)         | Untertägige spätmittelalterliche und frühneuzeitliche Befunde im Bereich der Kath. Filialkirche St. Margareth in Meiling.                                                                           | D-1-7933-0230 |      |
| (Standort)         | Untertägige spätmittelalterliche und frühneuzeitliche Befunde im Bereich der ehem. Hofmarkskirche und Kath. Hofkapelle St. Georg in Delling und ihres Vorgängerbaus.                                | D-1-7933-0231 |      |
| (Standort)         | Grabhügel vorgeschichtlicher Zeitstellung. | D-1-7933-0242 |      |
| (Standort)         | Grabhügel vorgeschichtlicher Zeitstellung. | D-1-7933-0246 |      |